# Saulius Grinkevičius
Saulius Grinkevičius (*  1. Mai 1959 in Kudirkos Naumiestis, Rajongemeinde Šakiai) ist ein litauischer Politiker von Kėdainiai.

## Leben
Nach dem Abitur 1977 an der Atžalyno-Mittelschule Kėdainiai absolvierte er von 1980 bis 1985 das Diplomstudium an der Hydromelioration-Fakultät der Lietuvos žemės ūkio akademija in Kaunas und wurde Ingenieur der Hydrotechnik.
Ab 1985 arbeitete er in Kėdainiai als Ingenieur.  1991 errichtete er ein Unternehmen. Daraus entstand das heutige UAB „Daumantai LT“.
Seit 1995 ist er Mitglied im Rat Rajongemeinde Kėdainiai, seit 2015 Bürgermeister von Kėdainiai.
Ab 1995 war er Mitglied von Lietuvos centro sąjunga ab 2003  Liberalų ir centro sąjunga und danach Lietuvos Laisvės Sąjunga.

## Familie
Grinkevičius ist verheiratet. Mit Frau Aldona hat er die Kinder Paulius und Domas.